# Rovetta
Rovetta [ɾoˈvɛtːa] (Roèta [ɾoˈɛta] o Ruèta [ɾuˈɛta] in dialetto bergamasco) è un comune italiano di 4 160 abitanti della provincia di Bergamo in Lombardia.
Il territorio comunale si estende su un altopiano che, sebbene appartenga al bacino orografico del fiume Oglio, è considerato parte integrante della val Seriana, ed è posto nelle vicinanze della cittadina di Clusone, a un'altezza di circa 600 m s.l.m.
Circondato da diversi rilievi quali il monte Blum, il monte Parè, la Presolana, il monte Falecchio, il monte Pora e il Pizzo Formico.

## Geografia fisica

### Territorio
Situato sull'altopiano di Clusone si apre verso la Val Borlezza, dista circa 36 chilometri a nord-est dal capoluogo orobico, e 2 chilometri da Clusone, vicina cittadina

## Origini del nome
In passato il nome era Roèta, per via della presenza di numerose piante di rovere.

## Storia
I primi insediamenti umani presenti sul territorio risalgono all'epoca delle tribù degli Orobi, che lasciarono il posto a quelle dei Galli Cenomani, i quali a loro volta si piegarono alla dominazione romana. I primi documenti scritti tuttavia risalgono all'anno 1080, quando il borgo era posseduto dei vescovi di Bergamo. I secoli successivi videro il paese al centro delle dispute tra fazioni guelfe e ghibelline, tanto che venne incendiato nel 1378, insieme alla vicina frazione di San Lorenzo, durante lo scontro che vide la vittoria dei ghibellini. La tranquillità sociale e politica venne raggiunta con l'avvento della Repubblica di Venezia, avvenuta nel corso del XV secolo.
Nel 1409 Rovetta divenne una parrocchia autonoma, mentre San Lorenzo si unì al vicino paese di Songavazzo, dal quale si sarebbe nuovamente staccato nel 1863. Gli anni seguenti passarono alle cronache per via delle carestie e delle epidemie di peste, che decimarono la popolazione. Nel 1734 una grave siccità fu superata grazie a una sorgente d'acqua, trovata presso la Casa Fantoni, che salvò gli abitanti di Rovetta e dei paesi vicini. Il paese seguì quindi le vicende della città di Bergamo e come questa subì l'occupazione francese e infine entrò nel Regno d'Italia.
Il 28 aprile 1945, 43 fascisti della legione Tagliamento furono fucilati dai partigiani in quella che è conosciuta come Strage di Rovetta. L'episodio fu successivamente sottoposto a procedimento giudiziario, avviato nell’estate del 1946 e chiusosi nel 1951 in fase istruttoria, con una sentenza di archiviazione, perché fu un «atto di guerra» (cfr. Angelo Bendotti, Elisabetta Ruffini, Gli ultimi fuochi. 28 aprile 1945, a Rovetta, Bergamo, 2008).
Nel 1967 tutto il territorio comunale di Rovetta fu posto sotto vincolo per l'elevato valore naturalistico e architettonico, tanto da essere definito un quadro naturale di singolare bellezza. In un primo momento gli abitanti sembrarono non gradire questa decisione, interpretandola come un impedimento per lo svolgimento delle loro attività. Soltanto qualche anno più tardi, quando il turismo cominciò a dare i primi frutti, la questione venne archiviata senza problemi.

### Simboli
Lo stemma e il gonfalone sono stati concessi con decreto del presidente della Repubblica n. 2622 del 23 giugno 1983.
Il gonfalone è un drappo partito di bianco e di azzurro.

### Riconoscimenti
Nel 2010 il Comune di Rovetta è stato insignito di Bandiera Verde da parte di Legambiente all'interno dell'iniziativa La Carovana delle Alpi con la seguente motivazione: Per le politiche di sostenibilità di un comune che, da anni, applica una convinta pratica di coinvolgimento della popolazione e delle associazioni nella valorizzazione e conservazione del proprio territorio.

## Monumenti e luoghi d'interesse

### Casa museo Fantoni
Una delle principali attrazioni del paese è la casa museo Fantoni.
Una celebre famiglia artistica, quella dei maestri intagliatori, scultori e architetti Fantoni, che ha avuto dimora a Rovetta a partire dal Trecento, dove ha operato per ben quattro secoli, dal Quattrocento ai primi anni dell’Ottocento. La loro abitazione e bottega, nel centro di Rovetta, è oggi una casa museo gestita dalla Fondazione Fantoni, istituita dal dott. Giuseppe Fantoni nel 1968.Si offre al pubblico, nella cornice degli antichi ambienti di vita e di lavoro ancora ben conservati, uno straordinario patrimonio storico e artistico, importante lascito della bottega e munifico dono degli eredi.
La casa museo Fantoni è stata segnalata come luogo del cuore dal FAI.

### Chiesa parrocchiale di Tutti i Santi

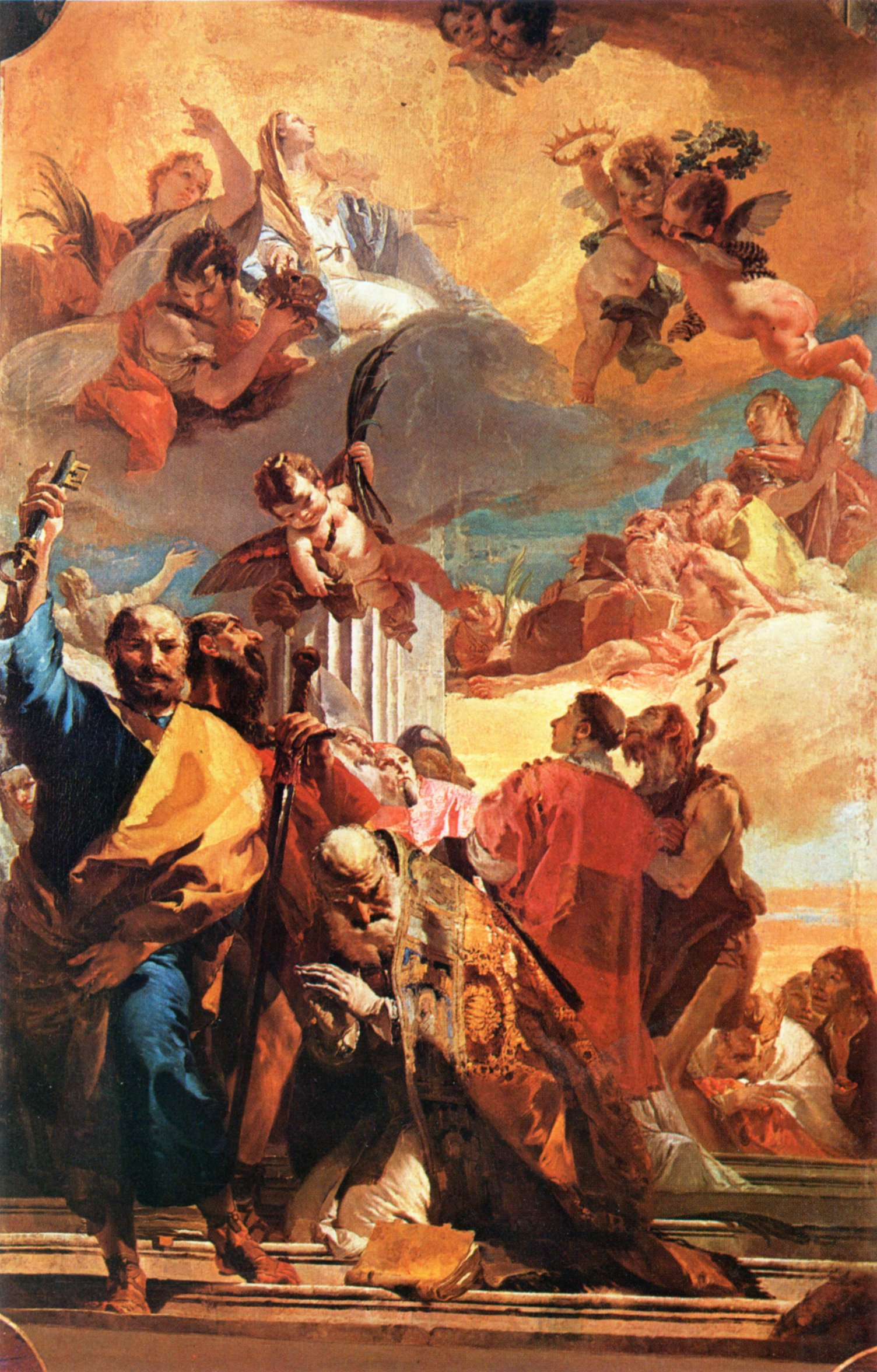
Madonna in gloria con i santi di Giovan Battista Tiepolo

La chiesa parrocchiale dedicata a Tutti i Santi si trova nel centro del paese e venne costruita per la prima volta nel 1444, successivamente tra il 1659 ed il 1661 venne riedificata in forme barocche e nel 1914 venne allungata, venne demolito il portico esterno edificato il transetto e la cupola sovrastata da un tiburio ottagonale. Nella semplice facciata trovano spazio il portone e le porte delle donne sopra le quali vi sono due nicchie vuote fino al 2008 allorché si decise di porvi le statue di San Pietro e di San Paolo; sulla sommità della facciata si legge la data 1914 a ricordo dell'intervento di ampliamento della chiesa fatto su progetto di Elia Fornoni. Al suo interno vi sono molte bellezze artistiche legate al nome della famiglia Fantoni tra esse spiccano l'altare maggiore in marmo intarsiato del 1600-1700 con i due angeli di Andrea Fantoni, il fonte battesimale risalente al 1460, l'altare della Madonna opera di Andrea Fantoni ai cui piedi vi è la sua tomba, il pulpito del 1780 e l'altare dei morti; un po' più nascosti si trova la bella sacrestia ed il coro sempre opera dei Fantoni; all'interno della chiesa si trovano opere pittoriche importanti tra cui eccelle la pala dell'altare maggiore opera di Giambattista Tiepolo risalente al 1734 raffigurante la Madonna in gloria con santi, vi sono altre opere del Litterini e del Querena. A sinistra del sacro edificio si innalza il maestoso campanile,alto 48 metri, costruito tra il 1672 ed il 1696 su progetto di Andrea Fantoni in pietra locale che termina con una cupola a cipolla ospita 10 campane in Re Bemolle calante della Fonderia Angelo Ottolina di Bergamo fuse nel 1954 e benedette il 2 gennaio 1955. Le ultime 2 campane sono state fuse nel 2015 dalla Fonderia Allanconi.
Tutto il complesso della chiesa ha subito tra il 2007 ed il 2008 un restauro conservativo della parte esterna ossia di rifacimento del tetto e di eliminazione dell'umidità risalente.

#### Pala del Paradiso
La pala della Madonna in gloria con i santi, chiamata anche Quadro del Paradiso fu realizzata nel 1734 da Giovan Battista Tiepolo per il presbiterio della chiesa parrocchiale e ivi collocata nel 1736 in una sontuosa cornice della bottega dei Fantoni. Il suo bozzetto, datato 1733, è conservato al museo Poldi Pezzoli di Milano.
La pala subì un furto nel 1973 e fu recuperata due mesi dopo.
Nel 2009 è stata restaurata dal restauratore Antonio Zaccaria. Al termine del restauro, la pala ed il suo bozzetto sono stati esposti insieme a Bergamo dal 16 dicembre 2009 al 31 gennaio 2010.

### Chiesa dei Disciplini
Accanto alla chiesa parrocchiale vi è l'edificio più antico del paese ossia la chiesa dei Disciplini risalente al Trecento in questa chiesa trovano spazio un gruppo di statue fantoniane settecentesche a grandezza naturale raffiguranti il Compianto al Cristo morto che fino a circa 50 anni fa si trovavano nell'adiacente oratorio di San Rocco demolito nel 1959.

### Chiesa parrocchiale di San Lorenzo
Nella frazione San Lorenzo vi è la chiesa parrocchiale dedicata al suddetto santo edificata intorno al 1899 affiancata dal campanile degli anni '10 del XX secolo e alla vecchia parrocchiale del 1777; tutto il complesso è costruito sopra l'area di un antico castello del 1300; all'interno della chiesa sono custodite opere di valore di Lattanzio Querena e Domenico Carpinoni.

### Chiesa di San Lorenzo
Il piccolo oratorio ha una storia molto antica, citato già nel 1260, edificato all'interno di un maniero distrutto nel 1400, divenne punto importante della “compagnia dei Capi 90”. La piccola chiesa mantenne l'autonomia parrocchiale fino all'edificazione del nuovo edificio alla fine dal XIX secolo.

### Santuario Madonna di Sommaprada
Il santuario dedicato alla Madonna di Somma Prada si erge sulla strada che collega Rovetta a Clusone, e ricorda l'avvenimento miracoloso occorso il 2 luglio 1533, quando i carrettieri provenienti dalla Val di Scalve vennero assaliti dai briganti ma questi vennero allontanati da una luce che scaturì dalla piccola edicola esistente; venne poi edificato nel 1544 il primo santuario che venne distrutto da una frana del 1622 tranne l'affresco miracoloso e venne così costruito l'attuale a pianta di croce greca con un portico sui cui lati si aprono gli ingressi al santuario.
Al suo interno vi sono tre altari: sull'altare maggiore si trova l'affresco miracoloso datato intorno al 1400 e raffigurante la Vergine Maria in trono con suo Figlio e ai lati San Sebastiano e San Rocco, tale affresco è circondato da una cornice fantoniana del 1700.
Altri edifici religiosi che testimoniano la forte religiosità popolare sono diffusi sul territorio delle due parrocchie e ricordiamo la Chiesetta della Santissima Trinità e del Crest a Rovetta e quella della Madonna di Lourdes e di San Salvatore a San Lorenzo.

## Società

### Evoluzione demografica
Abitanti censiti

## Eventi
La "Sagra della Patata" ripropone ogni anno la vita quotidiana del paese nella prima metà del XIX secolo: la piazza principale del paese (piazza Ferrari) viene allestita con capanne, paglia e animali e dei volontari indossano gli abiti tradizionali e ripropongono elementi della cultura popolare e del folklore locale. L'iniziativa è nata nel 2003 a seguito di un'iniziativa del Comune che ha visto coinvolte le scuole locali, che hanno effettuato una ricerca sulla tradizione della coltivazione della patata.

## Amministrazione
| Periodo        | Periodo        | Primo cittadino    | Partito      | Carica  | Note |
| -------------- | -------------- | ------------------ | ------------ | ------- | ---- |
| 14 giugno 2004 | 7 giugno 2009  | Mauro Marinoni     | lista civica | Sindaco |      |
| 8 giugno 2009  | 26 maggio 2019 | Stefano Savoldelli | lista civica | Sindaco |      |
| 27 maggio 2019 | in carica      | Mauro Marinoni     | lista civica | Sindaco |      |

### Gemellaggi
- Vilafant

## Sport
La principale squadra di calcio della città è l'U.S. Rovetta A.S.D. che milita in 2ª Categoria.
Dal 2004 è affiancata dall'A.S.D. San Lorenzo che milita invece nel campionato di 2ª Categoria.
Dal mese di luglio del 2006 (a esclusione dell'anno 2009) la cittadina seriana ospita i ritiri estivi dell'Atalanta. Dal mese di luglio del 2021 è il Pisa Sporting Club ad essere ospitato nei ritiri estivi di precampionato. 
Nel 2008 è stata la base di partenza per la penultima tappa del Giro d'Italia, la Rovetta - Tirano, tappa dove sono stati affrontati Gavia (Cima Coppi), Mortirolo e Aprica.
Il 27 maggio del 2015 a Parma, Federico Visinoni, originario di Rovetta, vince il Campionato Mondiale della Pizza (Pizza World Championship) classificandosi al primo posto su più di 600 concorrenti provenienti da 32 nazioni nel mondo, portando così il titolo iridato alla piccola città orobica di Rovetta. Nello stesso anno il ragazzo in un'intervista rilasciata a L'Eco di Bergamo dichiarò quanto fosse legato alle sue origini e alla città di Rovetta dove ha molti parenti ed amici, dedicando la vittoria del titolo proprio alla piccola città bergamasca. Federico Visinoni ha anche vissuto nel comune di Rovetta dal 2009 al 2011 dove aveva già vissuto il padre Giuseppe dal 1950 al 1973.
Nel 2017 è stata sede di partenza della sedicesima tappa del Giro d’Italia tenutasi il 23 maggio e conclusasi a Bormio con vittoria di Vincenzo Nibali.